# Neontologia
Il termine neontologia è un neologismo che indica il complesso delle discipline scientifiche che studiano organismi attuali, presenti oggi sul pianeta, in contrasto con la paleontologia che studia fossili di organismi estinti.

## Caratteristiche
Studi neontologici possono integrare una ricerca paleontologica offrendo verifiche e confronti tra campioni attuali e campioni provenienti da altre epoche geologiche. Particolare rilievo tra i campi disciplinari coinvolti nella neontologia lo ha l'anatomia comparata degli esseri viventi, studiata al fine di determinarne le recenti tendenze evolutive.
Il termine "neontologo" (in inglese neontologist) viene ampiamente utilizzato dai paleontologi per definire i non paleontologi. Stephen Jay Gould scrisse della neontologia: